# Gepunktete Laternenträgerzikade
Die Gepunktete Laternenträgerzikade (Lycorma delicatula), im Englischen „spotted lanternfly“, in Asien auch „white cicada“ genannt, gehört innerhalb der Ordnung der Schnabelkerfe (Hemiptera) zur Familie der Echten Laternenträger (Fulgoridae). Sie kommt ursprünglich aus subtropischen Regionen Südost-Asiens (China). Im Jahr 2004 wurde sie – vermutlich durch Warenimporte – nach Südkorea verschleppt; 2014 konnte sie erstmals in den USA nachgewiesen werden. Ihr Wirtsspektrum umfasst über 70 holzige Pflanzenarten.

## Morphologie und Taxonomie

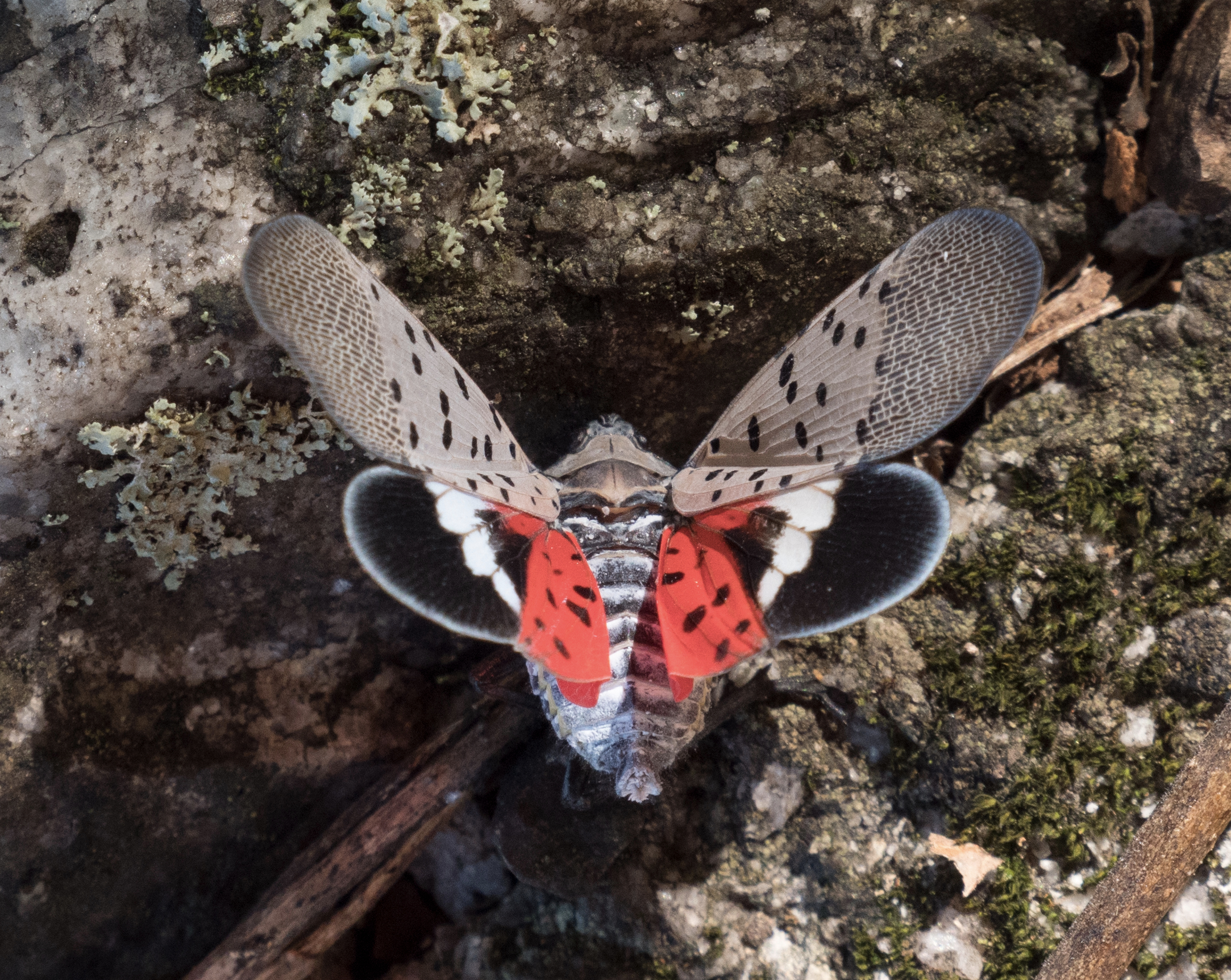
Adulte Gepunktete Laternenträgerzikade mit ausgebreiteten Flügeln.

Ursprünglich wurde die Art als Aphaena delicatula (White, 1845) beschrieben. Des Weiteren entstand in der Vergangenheit durch eine häufig falsche Schreibweise der Artname Lycorma delicatulum, der daher auch als Synonym anzusehen ist.
Adulte:
Die adulten Exemplare werden etwa 12 mm breit. Die Männchen erreichen eine Körperlänge (vom Kopf bis zum gefalteten Flügel) von etwa 20,5 bis 22 mm, die Weibchen erreichen 24 bis 26,5 mm. Sie besitzen einen schwarzen Kopf und graubraune Vorderflügel, die mit schwarzen Flecken geschmückt sind. Die Flügelspitzen der Vorderflügel sind dunkler und retikuliert (mit einem netzartigen Muster versehen). Der basale Teil des Hinterflügels ist leuchtend rot mit schwarzen Flecken. Im Ruhezustand sind die Hinterflügel teilweise durch die halbtransparenten Vorderflügel sichtbar und lassen diese rosa erscheinen. Die Flügelspitzen der Hinterflügel sind schwarz gefärbt. In der Mitte des Flügels befindet sich ein weißer Keil, der die schwarze Flügelspitze von dem rot gefärbten Teil des Flügels trennt. Das grundsätzliche Flügelmuster ist einheitlich, kann aber in der Fleckung und Helligkeit variieren. Das Abdomen (Hinterleib) ist gelblich mit quer verlaufenden schwarzen Streifen.
Eier:
Die braunen samenähnlichen Eier sind länglich rechteckig und werden mit gelb-braunen wachsartigen Ausscheidungen überzogen, was ihnen ein schlammartiges Aussehen verleiht. Pro Gelege werden 30–50 Eier in einer Oothek („Eipaket“) abgelegt.
Nymphen:
Die Larven-Stadien (sogenannte Nymphen-Stadien) 1 bis 3 sind schwarz mit weißen Punkten auf Körper und Beinen. Das 4. Nymphen-Stadium besitzt zusätzlich rote Flecken.
Es sind drei Unterarten beschrieben:
- Lycorma delicatula jole (Stal, 1863)
- Lycorma delicatula operosa (Walker, 1858)
- Lycorma delicatula delicatula (White, 1845)

Weitere Arten der Gattung sind:
- Lycorma imperialis (White, 1846)
- Lycorma meliae (Kato, 1929)
- Lycorma olivacea (Kato, 1929)

Die Arten lassen morphologisch deutlich voneinander unterscheiden und nur L. delicatula wurde bisher durch globalen Handel in die USA verschleppt.

## Lebenszyklus und Phänologie
L. delicatula durchläuft 1 Generation pro Jahr (univoltin). Die Larven schlüpfen im Mai und vollziehen vier sogenannte Nymphenstadien. Adulte sind ab Ende Juli bis November zu beobachten. Die Eiablage findet von August bis Anfang November statt. Die Zikaden überwintern als Eier bevorzugt am Stamm des Götterbaums (Ailanthus altissima) oder an anderen Bäumen mit glatter Rinde. Sie können ihre Eier jedoch auch an Steinen und nicht-pflanzlichem Material, wie Ziegeln oder Kabeln ablegen. Die Farben Rot, Braun und Grau scheinen bevorzugt zur Eiablage ausgewählt zu werden. Die Schlupfrate beträgt im Freiland zwischen 60 und 90 Prozent.

## Verbreitung und Verschleppung

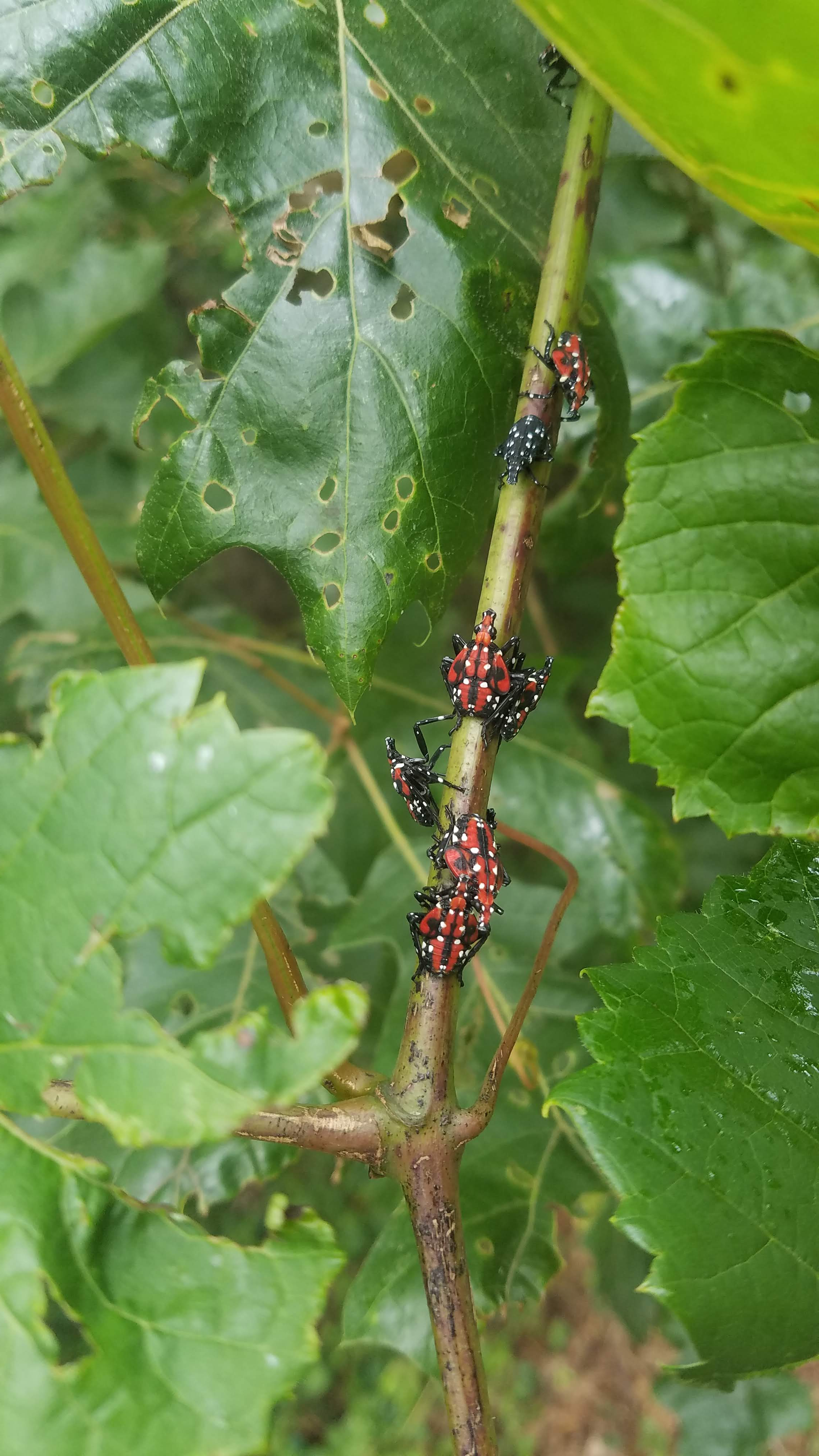
Alte Nymphen (4. Nymphen-Stadium) der Gepunkteten Laternenträgerzikade auf Wildrebe (Vitis labrusca).

Gepunktete Laternenträgerzikaden sind auch im adulten Stadium schlechte Flieger. Sie nutzen ihre Flügel bevorzugt zur Unterstützung ihrer Sprünge. Die Nymphen hüpfen oder krabbeln, um ihre potentiellen Wirtspflanzen zu erreichen. Über den Transport von befallenen Pflanzen oder nichtpflanzlichem Material kann L. delicatula über größere Entfernungen verschleppt werden. Sie können bei Importen aus Asien oder den USA unabhängig von Pflanzen als Eiablagen z. B. an Pflastersteinen oder Fliesen, die ursprünglich in der Nähe von Befallsorten gelagert wurden, verschleppt werden.
In Seoul finden sich Massenvorkommen der Art auch innerhalb des Stadtgebietes, so am und rund um den touristisch stark frequentierten N Seoul Tower.
- Natürliches Herkunftsgebiet: China bzw. subtropische Regionen Südost-Asiens
- Unbeabsichtigte Einschleppungen: 2004 nach Südkorea[12], 2013 nach Japan[13], 2014 in die USA[3]
- Verbreitung in Europa: nicht nachgewiesen (Stand August 2020)[5]

## Wirtsspektrum und Schadbild
L. delicatula kommt an mehr als 70 holzigen Pflanzenarten vor:
- bevorzugter Schwerpunkt: Götterbaum (Ailanthus altissima) → Kann zur Überwachung von L. delicatula verwendet werden. Die Überreste der Oothek können nach dem Schlupf noch ein Jahr oder länger beobachtet werden.[14]
- Obstbäume: Weinrebe (Vitis spp.), Kiwi (Actinidia spp.), Apfel (Malus sp.), Pflaume (Prunus domestica), Kirsche (Prunus spp.), Steinfrüchte allgemein
- Forst- und Zierpflanzen: Birke (Betula spp.), Ahorn (Acer spp.), Pappel (Populus spp.), Flieder (Syringa spp.)
- etc.

L. delicatula durchbohrt mit ihrem speziellen Mundwerkzeug, dem sogenannten Saugrüssel, das Gewebe von Laub und jungen Stielen, um am Phloem-Saft der Wirtspflanze zu saugen. Die Früchte sind davon allerdings nicht betroffen. Die Zikaden treten als Adulte und späte Larven in Gruppen auf und verursachen nässende Wunden am Stamm der Wirtspflanze. Die angesaugten Äste welken und sterben ab. Die zuckerhaltigen Ausscheidungen von L. delicatula, der sogenannte Honigtau, verursachen an der Stammbasis der Wirtspflanze Sekundärschäden (indirekte Schäden) durch die rasche Ansiedlung von Rußtaupilzen (Capnodiales), sodass die Stammbasis regelrecht verschimmeln kann. In Korea gibt es bereits wirtschaftliche Schäden im Wein und in Holzbeständen. Anzeichen eines Befalls können das auffällige Auftreten von Ameisen, Bienen, Hornissen oder Wespen sein, die vom Wundsaft der Wirtspflanze oder den Honigtau-Sekreten der Zikaden angelockt werden.

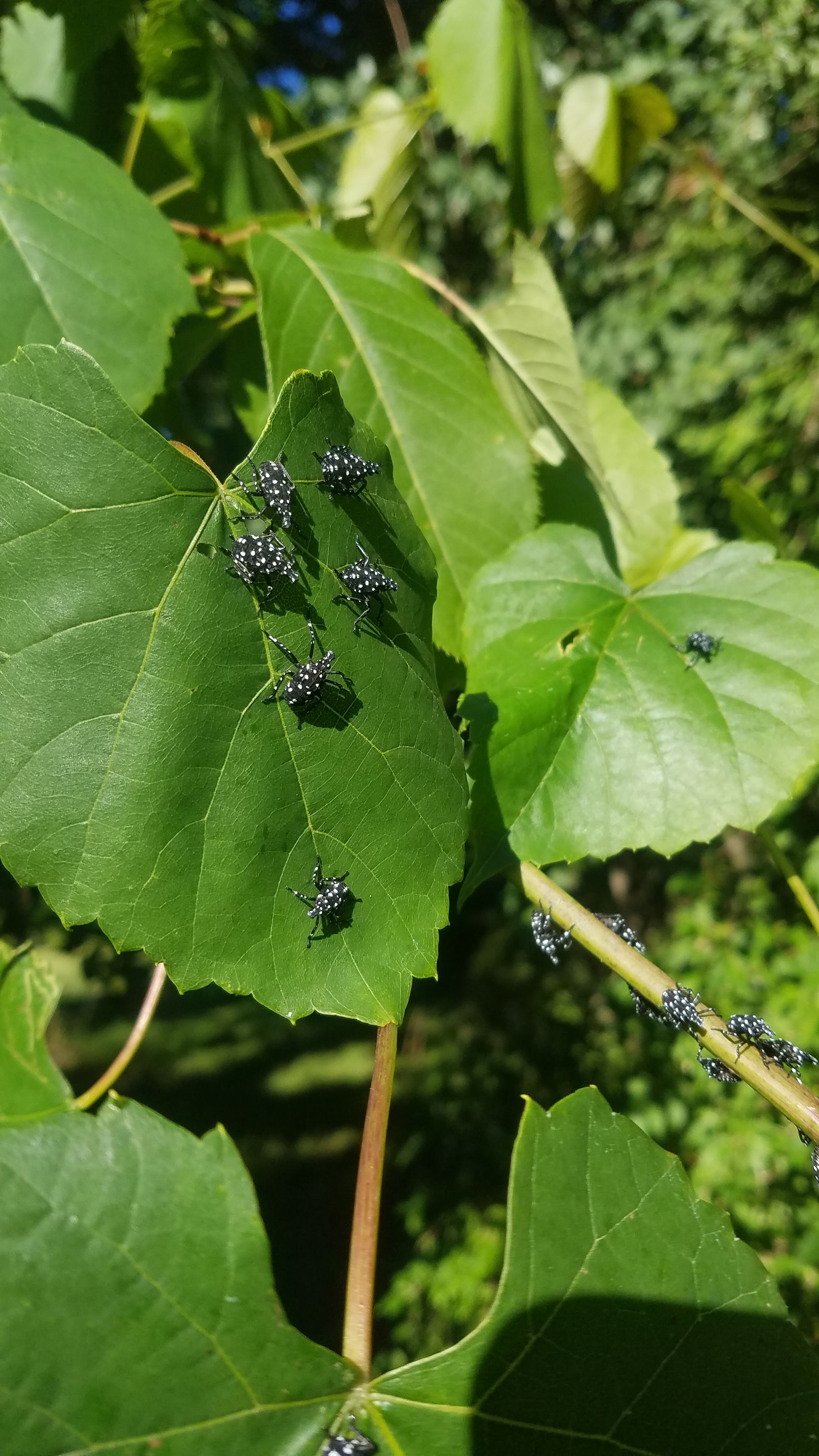
Junge Nymphen der Gepunkteten Laternenträgerzikade auf Wildrebe (Vitis labrusca).

## Bekämpfungsmaßnahmen
Eine chemische Bekämpfung der Gepunkteten Laternenträgerzikade ist aufgrund der Vielzahl an Wirtspflanzen und der zusätzlich möglichen Eiablagen auf nicht-pflanzlichem Material kaum möglich. Der Einsatz von Pflanzenschutzmitteln gefährdet die natürlichen Feinde (Parasitoide, Marienkäfer) anderer Schädlinge. Außerdem lockt der Honigtau Bienen an, was die Bekämpfung von L. delicatula durch bienengefährliche Pflanzenschutzmittel einschränkt. Das Behandeln von Gebieten, die bspw. nahe an Waldgebieten liegen und geeignete Wirtspflanzen enthalten, ist ebenso problematisch. Die im Wald zurückgebliebenen Individuen besiedeln die mit Pflanzenschutzmittel behandelten Gebiete anschließend wieder neu. In Korea konnte diese Entwicklung bestätigt werden.

In Nordamerika werden zur Früherkennung der Nymphen um die Basis der Baumstämme braune Bänder als Klebefallen eingesetzt. Sie fangen die Nymphen, die vom Boden aus auf die Bäume klettern. Diese Methode ist der Ausbringung von Fangstreifen für weibliche Kleine Frostspanner (Operophtera brumata) im Obstbau ähnlich. Die braunen Bänder haben sich im Vergleich zu blauen und gelben Klebefallen als wirksamer erwiesen. Für das Einfangen der adulten L. delicatula sind die Klebebänder allerdings nicht geeignet, da diese stark genug sind, um sich aus der Klebefläche zu befreien. 

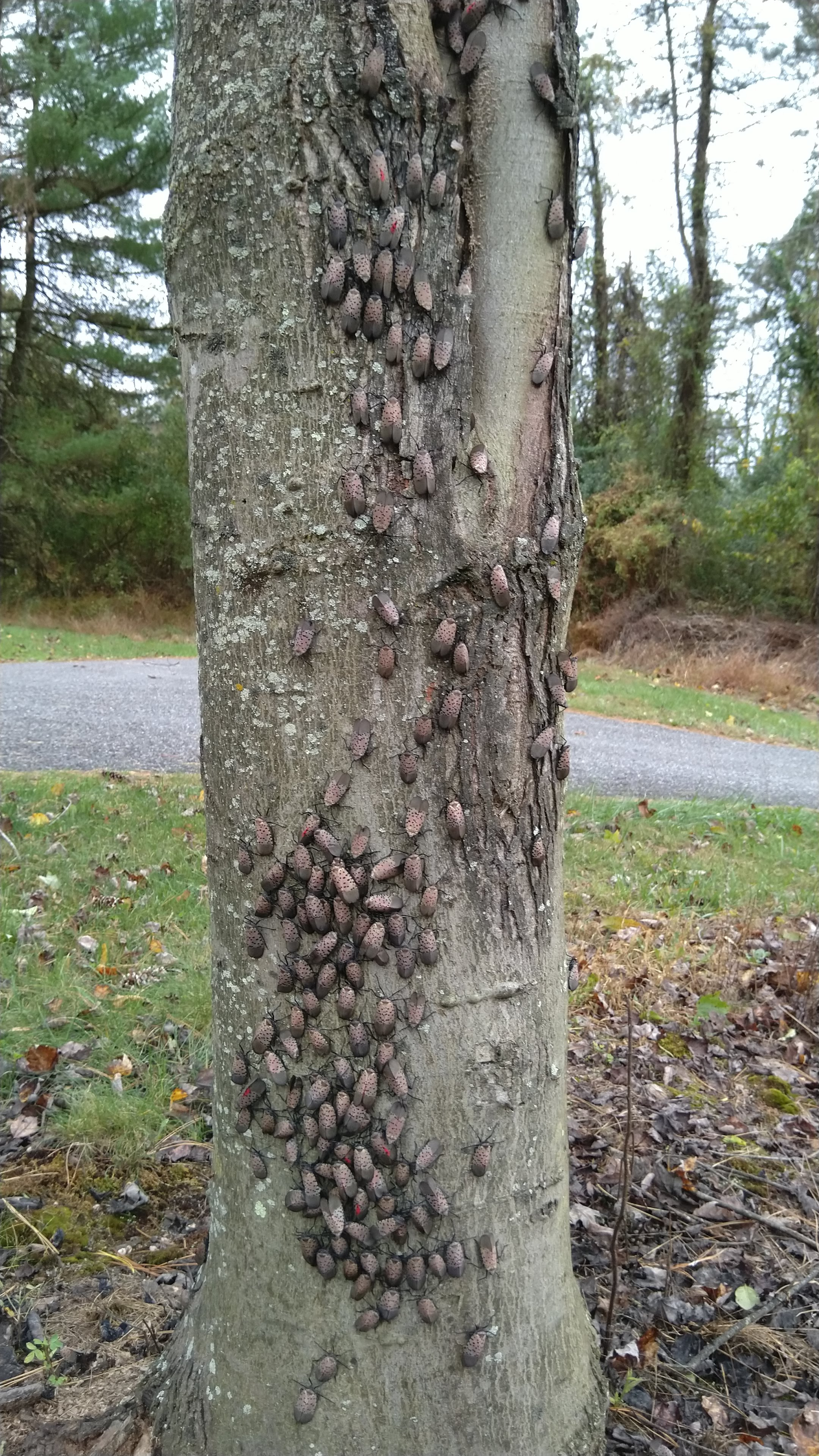
Ansammlung adulter Gepunkteter Laternenträgerzikaden auf Rot-Ahorn (Acer rubrum).

Als wirksames Kairomon hat sich ein Methylester der Salicylsäure, das sogenannte Methylsalicylat (auch Salicylsäuremethylester genannt), erwiesen. Es kann aus den Blättern des Wintergrüns (Pyrola spp.) und der Scheinbeeren (Gaultheria spp.) isoliert werden.

## Natürliche Gegenspieler
In China erreicht die dort heimische Schlupfwespe Anastatus orientalis (Hymenoptera: Eupelmidae), die ihre Eier mit Hilfe eines Legebohrers in die Eier von L. delicatula legt (Eiparasitoid), eine Parasitierungsrate von bis zu 80 Prozent. Sie wird sowohl in Südkorea als auch in den USA als potentielles biologisches Kontrollmittel untersucht. Die Wegwespenarten Dryinus browni und Dryinus lycormae, die ebenfalls in China natürlich vorkommen, sind Prädatoren von L. delicatula. Diese natürlichen Gegenspieler kommen allerdings nicht in Nordamerika vor. In den USA wurden die Raubwanze Arilus cristatus und die Baumwanze Apoecilus cynicus dabei beobachtet, wie sie an Individuen der Gepunkteten Laternenträgerzikade saugen.